# جنيفر سوليفان
جنيفر سوليفان (بالإنجليزية: Jennifer Sullivan)‏ هي ناقدة أدبية وكاتِبة وكاتبة للأطفال وشاعرة بريطانية، ولدت في 1945 في كارديف في المملكة المتحدة.